# Малий Тебіс
Малий Тебіс (рос. Малый Тебис) — селище у Чановському районі Новосибірської області Російської Федерації.
Входить до складу муніципального утворення Красносільська сільрада. Населення становить 315 осіб (2010).

## Історія
Згідно із законом від 2 червня 2004 року органом місцевого самоврядування є Красносільська сільрада.

## Населення
| 2002 | 2007 | 2010 |
| ---- | ---- | ---- |
| 318  | ↗334 | ↘315 |